# Lauderdale-by-the-Sea
Lauderdale-by-the-Sea város az Amerikai Egyesült Államok Florida államában, Broward megyében. Lakosainak száma 6198 fő (2020. április 1.).

## Népesség
A település népességének változása:

| 2010 | 6 056 |
| 2020 | 6 198 |